# Mesambria elegans
Mesambria elegans är en insektsart som beskrevs av Willy Adolf Theodor Ramme 1941. Mesambria elegans ingår i släktet Mesambria och familjen gräshoppor. Inga underarter finns listade i Catalogue of Life.